# محمد يوسفو
محمدو إيسوفو (بالفرنسية: Mahamadou Issoufou) وهو سادس رؤساء النيجر ولد عام 1952 بدانداجي بالنيجر وتولى منصب رئيس النيجر سادسا بعد أن أطيح برئيس تانجي مامادو عام 2010.

## روابط خارجية
- محمد يوسفو على موقع IMDb (الإنجليزية)
- محمد يوسفو على موقع الموسوعة البريطانية (الإنجليزية)
- محمد يوسفو على موقع مونزينجر (الألمانية)